# Elizabeth Stone (fotógrafa)
Elizabeth Stone é uma fotógrafa americana. Stone vive e trabalha em Montana.
A série de 2016 de Stone, 40 Moons, foi um conjunto de fotografias representando os últimos 40 meses da vida da sua mãe. O seu trabalho encontra-se incluído na colecção do Museu de Belas Artes de Houston.